# Parzenicorka
Parzenicorka (parzenica, sercówka) – drewniana, zamknięta forma niesymetryczna, przeznaczona do zdobienia serów owczych i nadawania im kształtu serca, wytwarzana przez polskich pasterzy. Zdobienia znajdujące się wewnątrz formy są często bogate i oryginalne. Użyty materiał to zazwyczaj drewno jaworowe.